# Rosa agrestis
Pour les articles homonymes, voir Rosier des haies.
Espèce
Le rosier agreste, rosier des haies, églantier agreste ou églantier des haies (Rosa agrestis) est une espèce de plantes à fleurs de la famille des Rosaceae. C'est un rosier appartenant à la section des Caninae, originaire d'Europe (sauf le nord et l'est) et d'Afrique du Nord.

## Description

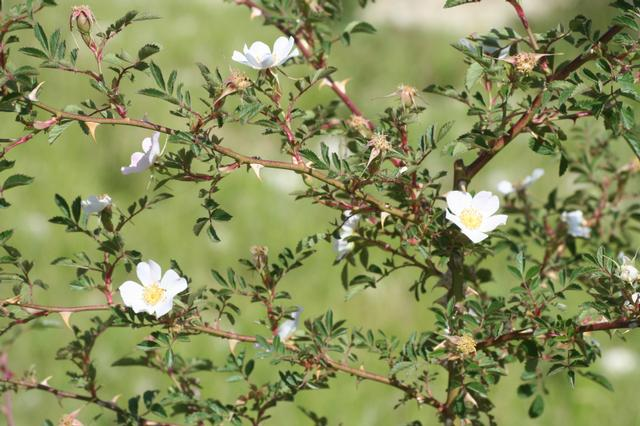
Rosa agrestis.

C'est un arbrisseau formant un buisson de un à deux mètres de haut et de large, dont les tiges sont munies de nombreux aiguillons puissants et larges, en crochet. Les feuilles imparipennées, comptent de 5 à 7 folioles oblongues. Les fleurs, de 2 à 4 cm de diamètre, blanches à rose pâle, donnent des fruits, des cynorrhodons ovoïdes de couleur rouge-orangé.

## Culture et utilisation

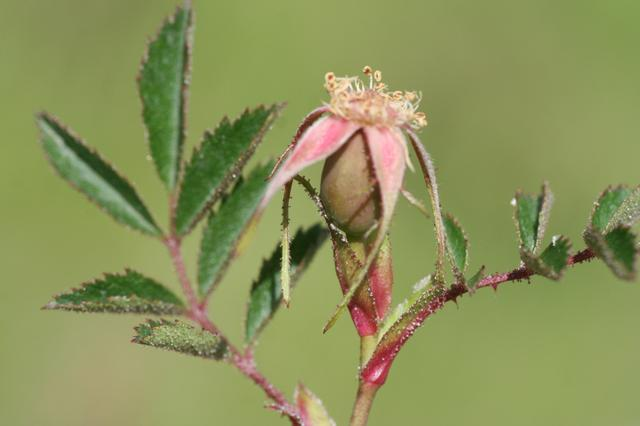
Rosa agrestis en début de fructification

Il a été cultivé à partir de 1870.

## Synonyme
- Rosa sepium Thuill.